# Konradów (województwo wielkopolskie)
Konradów – wieś w Polsce położona w województwie wielkopolskim, w powiecie ostrowskim, w gminie Sośnie. Leży na granicy powiatu, ok. 35 km na południowy zachód od Ostrowa Wlkp.
Przed 1932 rokiem miejscowość położona była w powiecie odolanowskim, W latach 1975–1998 w województwie kaliskim, w latach 1932-1975 i od 1999 w powiecie ostrowskim.
W okresie międzywojennym w miejscowości stacjonowała placówka Straży Granicznej I linii „Konradów”.